# Железнякович, Серафим Арсеньевич
Серафим Арсеньевич Железнякович (пол. Serafim Żeleźniakowicz, 27 декабря 1913 года, Тимковичи, Слуцкий уезд, Минская губерния, Российская империя — 25 декабря 2004 года, Белосток, Польша) — священнослужитель Польской православной церкви, протопресвитер, ректор Варшавской православной духовной семинарии (1951—1970).

## Биография
Родился в семье православного священника Арсения Железняковича и его жены Людмилы в 1913 году. В возрасте девяти лет потерял отца, а в 1935 году — и мать. В 1935 году окончил Виленскую духовную семинарию, а в 1939 году — отделение православной теологии Варшавского университета, но из-за начала Второй мировой войны ему не удалось защитить магистерскую работу.
24 мая 1942 года епископ Гродненский и Белостокский Венедикт (Бобковский) рукоположил его во диакона, а 26 мая — в иерея. В 1942—1951 годах он был настоятелем прихода в Хайнувке. В 1951 году митрополит Варшавский и всея Польши Макарий назначил его ректором Варшавской православной духовной семинарии. В 1959 году защитил кандидатскую диссертацию в Московской духовной академии на тему «К истории Яблочинского Свято-Онуфриевского монастыря». В 1964 году получил степень доктора теологии в Христианской теологической академии в Варшаве.
В 1970 году был освобождён от должности ректора Варшавской духовной семинарии и 16 сентября был назначен настоятелем Николаевского собора в Белостоке. Принимал участие в строительстве церкви Святого Духа — крупнейшего православного храма Польши. С 15 сентября 1986 года — белостокский благочинный, а с 24 сентября — протопресвитер (высшее звание для белого духовенства).

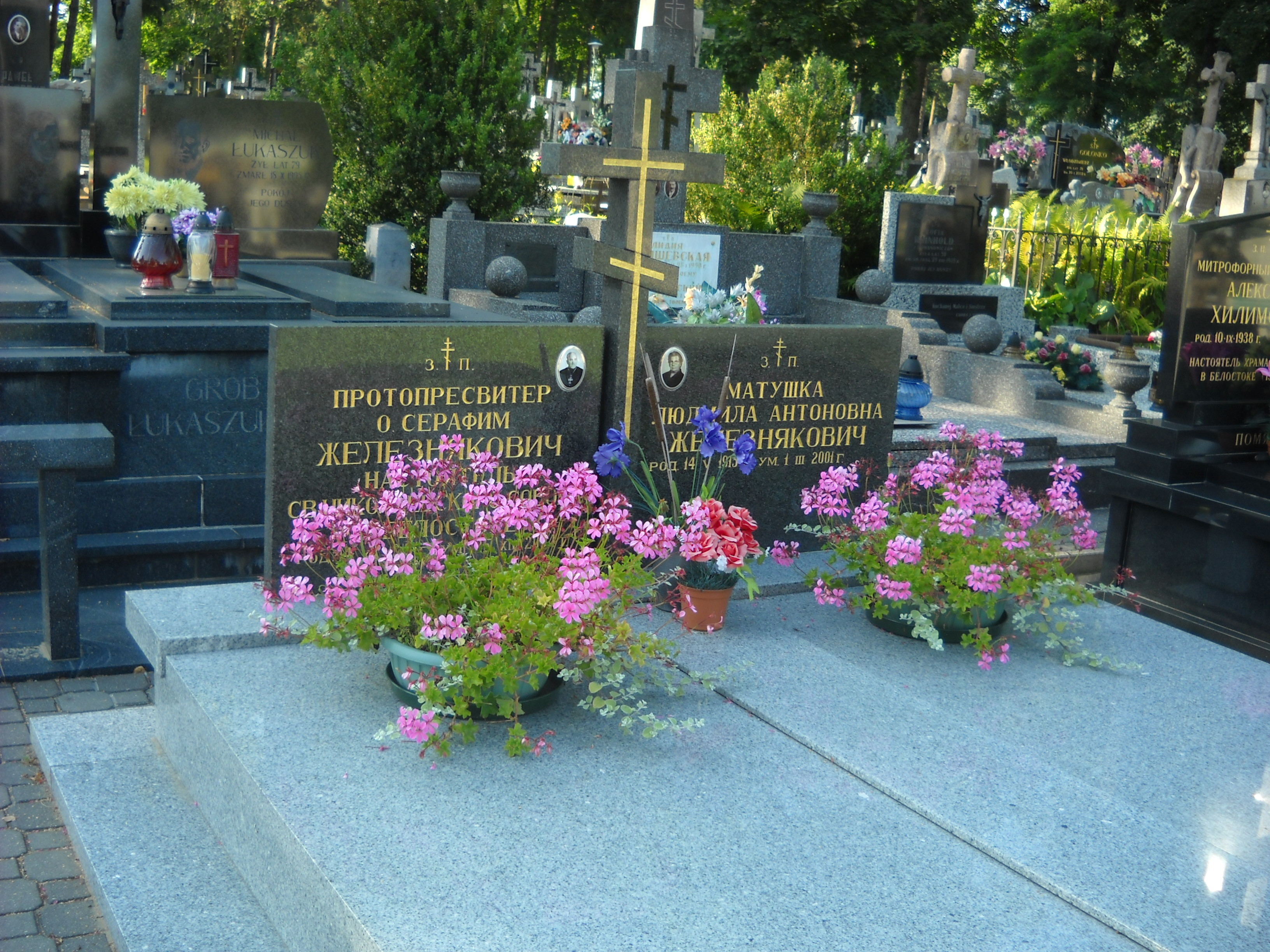
Могила отца Серафима на православном кладбище Белостока

Скончался 25 декабря 2004 года в Белостоке. На момент смерти был старейшим священником Польской православной церкви. Похоронен на православном кладбище Всех Святых в Белостоке.

## Публикации
- Блаженнейший Стефан, Митрополит Варшавский и всей Польши [некролог] // Журнал Московской Патриархии. 1969. — № 6. — С. 30-35.
- Марие-Магдалининский собор в Варшаве // Журнал Московской Патриархии. 1969. — № 8. — С. 74-78.
- Хроника Православных Церквей: Польская Православная Церковь // Журнал Московской Патриархии. 1987. — № 4. — С. 50.
- Хроника Православных Церквей: Польская Православная Церковь // Журнал Московской Патриархии. 1987. — № 10. — С. 60.
- Хроника // Журнал Московской Патриархии. 1988. — № 7. — С. 61.
- Миссионерская деятельность свв. Кирилла и Мефодия на землях Польши // 1000-летие Крещения Руси: Международная церковно-историческая конференция. — М., 1988. — С. 79-82
- История Яблочинского Свято-Онуфриевского монастыря: В 3 т. Варшава, 2006. Т. 1: Яблочинский монастырь в самостоятельном Польско-Литовском государстве: 1497—1795.